# Giản Tây
Giản Tây (chữ Hán giản thể: 涧西区, Hán Việt: Giản Tây khu) là một quận của địa cấp thị Lạc Dương, tỉnh Hà Nam, Cộng hòa Nhân dân Trung Hoa. Năm 1954, Trung Quốc đã thông qua kế hoạch 5 năm và chọn Giản Tây là một trong những cơ sở xây dựng công nghiệp toàn quốc, năm 1955, Quốc vụ viện Trung Quốc phê chuẩn thành lập quận. Hiện tại Giản Tây có diện tích 43 km2, dân số khoảng 430.000 người, mã số bưu chính 471003. Quận này được chia ra thành các đơn vị hành chính gồm 11 nhai đạo biện sự xứ và 2 hương
- Nhai đạo biện sự xứ: Hồ Bắc Lộ, Trường Xuân Lộ, Thiên Tân Lộ, Trường An Lộ, Trùng Khánh Lộ, Vũ Hán Lộ, Trịnh Châu Lộ, Châu Giang Lộ, Nam Xương Lộ, Chu Sơn Lộ, Từ Gia Lộ.